# Vale do Paraíba Fluminense
Vale do Paraíba Fluminense is een van de 18 microregio's van de Braziliaanse deelstaat Rio de Janeiro. Zij ligt in de mesoregio Sul Fluminense en grenst aan de microregio's Baía da Ilha Grande, Itaguaí, Vassouras, Barra do Piraí, Andrelândia (MG), São Lourenço (MG), Guaratinguetá (SP) en Bananal (SP). De microregio heeft een oppervlakte van ca. 3.829 km². In 2006 werd het inwoneraantal geschat op 678.159.
Negen gemeenten behoren tot deze microregio:
- Barra Mansa
- Itatiaia
- Pinheiral
- Piraí
- Porto Real
- Quatis
- Resende
- Rio Claro
- Volta Redonda

De regio heeft als voornaamste steden, gemeten naar bruto binnenlands product per inwoner, Resende en Volta Redonda, die ook de meest geïndustrialiseerde steden zijn.
Mesoregio's: Baixadas Litorâneas · Centro Fluminense · Metropolitana do Rio de Janeiro · Noroeste Fluminense · Norte Fluminense · Sul Fluminense

Microregio's: Bacia de São João · Baía da Ilha Grande · Barra do Piraí · Campos dos Goytacazes · Cantagalo-Cordeiro · Itaguaí · Itaperuna · Lagos · Macacu-Caceribu · Macaé · Nova Friburgo · Rio de Janeiro · Santa Maria Madalena · Santo Antônio de Pádua · Serrana · Três Rios · Vale do Paraíba Fluminense · Vassouras